# Centro Internacional de Crecimiento

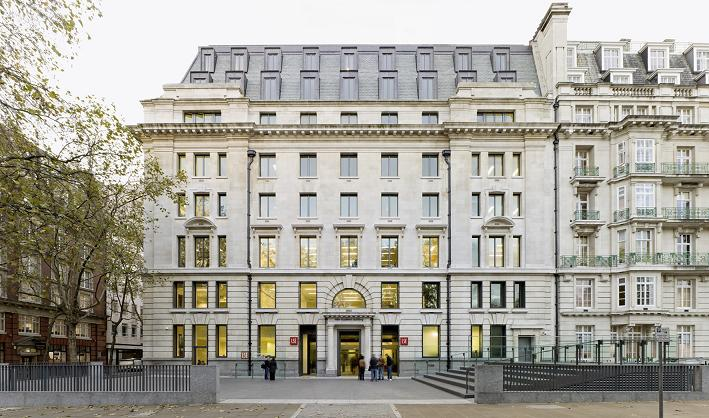
Nuevo Edificio Académico de la Escuela de Londres de Economía y Ciencia Política, de la que el Centro Internacional de Crecimiento es un órgano de investigación

El Centro Internacional de Crecimiento (International Growth Center, IGC por sus siglas en inglés) es un centro de investigación de la Escuela de Londres de Economía y Ciencia Política (London School of Economics) en asociación con la Universidad de Oxford. El IGC se lanzó en diciembre de 2008 y es financiado por el Ministerio de Desarrollo Internacional.
El IGC está encabezado por los profesores Jonathan Leape, (director ejecutivo), Robin Burgess y Sir Paul Collier. El comité de dirección del IGC, que proporciona guía estratégica, también incluye a Chang-Tai Hsieh (Universidad de Chicago), Timothy Besley y Anthony Venables 
El IGC lleva 15 oficinas nacionales en 14 países miembros y dirige una red global de más de 1 000 investigadores. Investiga sobre 4 temas: Estado, empresas, ciudades y energía, que se traducen en 10 programas de investigación, cada uno de los cuales con su correspondiente director. Desde su fundación el IGC ha apoyado más de 650 proyectos de investigación.
El IGC también ha respondido a peticiones de asesoría de gobiernos concretos en países como Malawi, Afganistán, y Sri Lanka.
Los programas nacionales del IGC están dirigidos por directores nacionales que trabajan con especialistas de renombre internacional (Lead Academics) apoyados por economistas locales. Los equipos programáticos nacionales de IGC se alojan en las oficinas de los laboratorios de ideas o de los organismos oficiales del país respectivo.
Entre los investigadores de IGC se cuentan Esther Duflo, Nicholas Florece, Rachel Glennerster, Lant Pritchett, John Van Reenen (economista), Nicholas Stern, Dean Karlan, Edward Miguel y Maurice Obstfeld.

## Programas nacionales
Para cada país socio, el IGC apoya a un equipo de economistas residentes que responden a demandas de políticas concretas en asuntos de crecimiento económico. Esto cubre análisis económico aplicado, investigación a largo plazo y actividades de compromiso político, así como respuestas rápidas cuestiones urgentes sobre políticas.

### Bangladés
El programa del IGC para Bangladés se estableció en 2009. Actualmente reside en el Instituto Universitario BRAC de Gobernanza y Desarrollo. El programa se centra en 5 áreas de investigación: i) efectividad estatal ii) capacidades de las empresas iii) seguridad alimentaria iv) desarrollo de infraestructura, y v) urbanización sostenible en Bangladés. Los profesores Mushfiq Mobarak (Universidad de Yale) y Fahad Khalil (Universidad de Washington) actúan como especialistas de renombre para IGC Bangladés. En 2014, el investigador nacional de IGC y anterior asesor gubernamental provisional, Wahiduddin Mahmud, dirigió, en la Universidad BRAC y a medias con IGC, una conferencia sobre gobernanza disfuncional en Bangladés.

### Etiopía
El programa del IGC para Etiopía se estableció en 2010, en asociación con el Instituto Etíope de Investigación para el Desarrollo. IGC Etiopía se centra en las siguientes áreas de investigación: desarrollo industrial, urbanización, desarrollo agrícola, desempleo juvenil y eficacia estatal. En 2014 IGC Etiopía y la Asociación para la Economía Etíope patrocinaron conjuntamente un programa de pequeñas subvenciones  para jóvenes investigadores. En 2012 el IGC elaboró un estudio del paro juvenil en Etiopía. Se halló que, mientras el paro en cascos urbanos sigue muy extendido, ha disminuido mucho desde 1999. El mismo estudio también concluyó que las mujeres no se han beneficiado tanto como los hombres de esta disminución.

### Ghana
El programa del IGC para Ghana se inició en 2009. Está dirigido por el Dr. Nii Sowa (director nacional), el Dr. Sam Mensah (codirector nacional) y el especialista de renombre profesor Christopher Udry (Universidad de Yale). IGC Ghana ha financiado la investigación en áreas como estabilidad macroeconómica, productividad agrícola, desarrollo del sector privado, educación y adquisición de habilidades y gestión de recursos naturales. IGC Ghana reside en el Instituto de Investigación Estadística, Social y Económica de la Universidad de Ghana. El IGC, conjuntamente con el Ministerio de Finanzas de Ghana y el Banco de Ghana, organizó el Foro de Crecimiento de África 2014, que juntó a altos funcionarios, académicos e investigadores para tratar aspectos de la economía ghanesa.

### Bihar
El programa del IGC para Bihar (India) se inició en 2009. Reside en el Instituto de Investigación del Desarrollo Asiático de Patna, India. IGC Bihar ha financiado la investigación sobre alfabetización, formación profesional, política económica, y finanzas públicas. En 2014 IGC organizó la Conferencia de Crecimiento de Bihar , a la que asistió el primer ministro de Bihar, Jitan Ram Manjhi, que también acudió a la Semana de Crecimiento IGC 2014 en Londres.

### India
El programa central del IGC para la India se lanzó en abril de 2010. El equipo está dirigido por el Dr. Pronab Sen (director nacional), y los profesores Dilip Mookherjee y Eswar Prasad (especialistas de renombre). IGC India reside en el Instituto Indio de Estadística en Delhi. IGC India también gestiona el blog político-económico 'Ideas para India'. En 2013 se celebró en Delhi la Conferencia IGC de Crecimiento de Asia del Sur, que trató sobre escolarización, sector público y diseño de programas, salud, macroeconomía y finanzas, empresas e inversión.

### Liberia
El programa del IGC para Liberia se centra en 4 temas: fortalecer las capacidades estatales, administración de recursos naturales, gestión macroeconómica y urbanización. En cumplimiento de su compromiso de 2011 y tras consultas con actores liberianos en 2012, IGC estableció oficialmente su oficina liberiana en febrero de 2013. Reside en el Ministerio sin Cartera. El ministro liberiano de comercio e industria, Axel M. Addy, fue ponente en la Semana de Crecimiento IGC 2014 en Londres.

### Mozambique
El programa del IGC para Mozambique se estableció en octubre de 2010. IGC La agenda de sus investigaciones gira alrededor de 3 amplios temas: desarrollo del sector privado, efectividad estatal y  desarrollo agrícola. IGC Mozambique está dirigido por su dos especialistas de renombre: la Dra. Sandra Sequeira (Escuela de Londres de Economía y Ciencia Política) y Pedro Vicente (Escuela Nova de Económicas y Empresariales). El IGC ha organizado varios acontecimientos en Mozambique, entre ellos un taller sobre gestión en el sector manufacturero, y un foro de crecimiento económico.

### Birmania
El programa del IGC para Birmania (Myanmar) comenzó en 2012. Opera en asociación con el Instituto de Desarrollo de los Recursos de Birmania-Centro para el Desarrollo Económico y Social (MDRI-CESD por sus siglas en inglés) y ha investigado asuntos como Derecho laboral y administración de recursos naturales. La organización también ha estimado ingresos de la hacienda birmana con sus socios.

### Pakistán
El programa del IGC para Pakistán se inició en 2010. Reside en la Facultad de Empresariales de la Universidad de Lahore y está guiado por el Dr. Ijaz Nabi (director nacional), el Dr. Naved Hamid (director residente), y los doctores Ali Cheema y Asim Khwaja (especialistas de renombre). El programa se centra actualmente en 5 tipos de políticas de crecimiento: gestión macroeconómica, capacidades estatales, capacidades empresasriales, urbanización y energía. En este momento trabaja junto a las administraciones provinciales del Punjab y de Jaiber Pajtunjuá en planificación económica a medio plazo. La investigación financiada por el IGC en la industria paquistaní de pelotas de fútbol halló que, pese a suministrar a las empresas tecnología que reducía los costes, pocas la adoptaban debido a incentivos desalineados entre los trabajadores y la compañía. El IGC también ha financiado investigaciones sobre la baja recaudación impositiva en Punyab, e instaurado un sistema de 'pago por rendimiento' que ha elevado significativamente esta recaudación.

### Ruanda
El programa del IGC para Ruanda empezó sus operaciones en noviembre de 2010, a petición del presidente Paul Kagame. Opera según un memorándum de entendimiento con el Ministerio de Hacienda y Planificación Económica de Ruanda. Este memorándum obliga a que produzca «resultados de investigación específicamente solicitada que refuercen el conjunto de evidencias relevantes para el crecimiento de Ruanda a largo plazo». El análisis se centra en 4 áreas: política macroeconómica y hacienda, agricultura, comercio e infraestructura. El IGC participó en 2014 en una mesa redonda ruandesa de investigación como parte de su asociación con el Gobierno ruandés. Un estudio conjunto IGC-NAEB (siglas en inglés de la Cámara Nacional de Fomento de las Exportaciones Agrícolas) sobre el sector cafetero ruandés halló que los ingresos de las exportaciones se estaban viendo afectados porque la mayoría de lavaderos de café, infrafinanciados, operaban por debajo de su capacidad.

### Sierra Leona
El programa del IGC para Sierra Leona reside en el Centro de Estudios sobre Políticas de la Universidad de Sierra Leona. Sus principales áreas de investigación son las capacidades estatales, la agricultura y la gobernanza. Investigaciones llevadas por el IGC han hallado que el número de intermediarios de arroz en algunas zonas afectadas por el ébola cayó un 70 % entre 2012 y finales de 2014. El IGC continúa con el seguimiento de las consecuencias económicas de la epidemia en Sierra Leona.

### Sudán del Sur
El programa del IGC para Sudán del Sur se abrió en agosto de 2012. Se estructura en 5 pilares principales: respuesta a la crisis, administración de recursos naturales, atención a las comunidades remotas y aisladas, diversificación agrícola y creación de empleo. La organización ha publicado varios estudios sobre el sector petrolero en Sudán del Sur.

### Tanzania
El programa del IGC para Tanzania se estableció en 2008 —el primer programa nacional del IGC. Este programa está encabezado por el director nacional, Dr. John Page (de la Institución Brookings, otro laboratorio de ideas), el profesor Chris Adams, de la Universidad de Oxford (especialista de renombre) y el investigador sénior y adjunto de políticas Dr. Pantaleo Kessy (Banco de Tanzania). La oficina del IGC se encuentra en el Banco de Tanzania, y hasta ahora se ha centrado en investigaciones sobre la reducción de la pobreza, transformación estructural, preparación para la unión monetaria, inflación y estrategia fiscal. Otras áreas de investigación son las capacidades empresariales, la urbanización y la energía. El profesor John Sutton, investigador de IGC, dio la conferencia en recuerdo de Gilman Rutihinda en el Banco de Tanzania, y animó al país a integrar las empresas locales en las cadenas internacionales de suministro de gas.

### Uganda
El programa del IGC para Uganda reside en el Banco de Uganda desde que empezó en 2012. Entre sus áreas prioritarias se encuentran la administración de recursos naturales, la política monetaria, el proceso de integración regional, la mejora de la recaudación impositiva y el crecimiento inclusivo. El IGC ha investigado en Uganda sobre integración de la actividad económica dentro de la Comunidad Africana Oriental, la evolución de las prioridades del gasto público en función de los ingresos por recursos naturales, y las opciones y estrategias para financiar los déficit fiscales. Un estudio del IGC halló que los agricultores ruandeses no son partidarios de usar abonos porque los consideran de baja calidad.

### Zambia
El programa del IGC para Zambia empezó en 2010. Estableció su oficina nacional en el Instituto Zambiense para la Investigación y el Análisis de Políticas (ZIPAR por sus siglas en inglés). El IGC ha colaborado con el Ministerio de Sanidad de Zambia para testar estrategias de contratación de trabajadores sanitarios en zonas rurales, que luego han sido adoptadas, ampliando su alcance, por el Gobierno de Zambia. El IGC también ha colaborado con la Administración Tributaria de Zambia.

## Programas de investigación
Las investigaciones del IGC se centran en 4 temas: Estado, empresas, ciudades y energía.

### Estado
El programa Estado examina el papel del sector público en el desarrollo económico. Dentro de dicho programa el IGC ha trabajado en 364 proyectos y organizado 33 eventos. El programa está encabezado por los profesores Oriana Bandiera, Henrik Kleven y Gerard Padro i Miquel (los 3 de la Escuela de Londres de Economía y Ciencia Política) y la profesora Eliana La Ferrera (Universidad Bocconi).
Un proyecto de este programa llevado por Raj Chetty (Universidad de Harvard), Nasiruddin Ahmed (Universidad BRAC), Ghulam Hossain (director de la Agencia Tributaria de Pakistán), Ahmed Mushfiq Mobarak (Universidad de Yale), Aminur Rahman (Universidad de Virginia), y Monica Singhal (Universidad de Harvard) intenta determinar cómo el reconocimiento social puede utilizarse para aumentar la recaudación de impuestos en Pakistán. Los investigadores enviaron cartas para informar a las empresas de que el cumplimiento de sus obligaciones fiscales sería compartido con otras compañías de su sector específico (cluster) en una carta posterior. La hipótesis era que esta intervención podría animar a este cumplimiento al permitir que las empresas fueran reconocidas por sus vecinos y competidores. Los estudiosos hallaron que, en zonas de bajo cumplimiento fiscal (donde menos del 15 % de las empresas abonaron IVA alguno durante el año anterior al estudio, realizado en 2012), la carta no tenía efectos significativos. En cambio, en las zonas donde al menos el 15 % de las empresas abonaron el IVA, el efecto de la carta fue un aumento del 3,4 % en que la compañía abonara algún impuesto después de recibirla.

### Empresas
El programa empresas intenta entender los factores que determinan la productividad de las compañías.Dentro de dicho programa el IGC ha trabajado en 293 proyectos y organizado 25 eventos. El programa está encabezado por los profesores Nicholas Bloom (Universidad de Stanford), Tavneet Suri (Escuela de Administración y Dirección de Empresas Sloan), Christopher Udry (Universidad de Yale), Eric Verhoogen (Universidad de Columbia), Imran Rasul (University College de Londres), Andrés Rodríguez-Clare (Universidad de California), Christopher Woodruff (Universidad de Warwick) y el Dr. Greg Fisher (Escuela de Londres de Economía y Ciencia Política)
Un proyecto de este programa en la ciudad de Sialkot, Pakistán, uno de los mayores productores mundiales de balones de fútbol, halló que los trabajadores de las fábricas se resistían a una nueva tecnología que reducía los residuos y aumentaba la eficiencia. Los investigadores encontraron una nueva forma de cortar los pentágonos (de los que está hecha la pelota) de láminas de cuero artificial, y proporcionaron a los fabricantes un nuevo patrón de corte y nuevas herramientas de corte para realizar el nuevo diseño. Aunque una de las mayores empresas de la ciudad adoptó rápidamente la nueva tecnología para casi toda su producción, pocas siguieron su ejemplo. Los investigadores, basándose en averiguaciones posteriores, concluyeron que la adopción fue lenta porque los empleados se resistían a la nueva tecnología. Como les pagaban por balón terminado, no tenían incentivos para reducir los residuos, y temían que el nuevo molde redujera su velocidad de producción y mermara sus ingresos.

### Ciudades
El programa ciudades explora los retos de la urbanización en los países en desarrollo y el potencial de las ciudades como motores del crecimiento económico. Lideran el programa Edward Glaeser (Universidad de Harvard) y Gharad Bryan (Escuela de Londres de Economía y Ciencia Política). Se han financiado a través de él 45 proyectos y 9 eventos.

### Energía
El programa energía analiza el papel que desempeña en el crecimiento de los países en desarrollo. Dentro de este programa el IGC ha trabajado en 55 proyectos y organizado 4 eventos. Lo encabezan los profesores Michael Greenstone (Instituto Tecnológico de Massachusetts, MIT) y Nicholas Ryan (Universidad de Yale).

## Eventos
El IGC organiza numerosos eventos anuales con los fines de tratar un amplio rango de temas económicos relacionados con el crecimiento, compartir los resultados de sus investigaciones y estimular el debate político dentro de sus 4 áreas temáticas. Los eventos combinan ponentes de investigación, de política y especialistas en diversos campos de la red de la que dispone el IGC en África y el sur de Asia.
Los eventos más destacados del IGC son la "Semana del crecimiento", su conferencia anual en Londres y una serie de conferencias regionales temáticas más pequeñas celebradas en el Reino Unido, África, y el sur de Asia, con el propósito de estimular la cooperación entre políticos y académicos.
Además, cada año se celebran eventos y talleres nacionales para la difusión de investigaciones y políticas. El IGC también organiza conferencias públicas en la Escuela de Londres de Economía y Ciencia Política.